# Menlouxia (sockenhuvudort i Kina, Hunan Sheng, lat 26,01, long 112,21)
Menlouxia (kinesiska: 门楼下) är en sockenhuvudort i Kina. Den ligger i provinsen Hunan, i den södra delen av landet, omkring 250 kilometer söder om provinshuvudstaden Changsha. Antalet invånare är 7 588. Befolkningen består av 3 691 kvinnor och 3 897 män. Barn under 15 år utgör 21,0 %, vuxna 15-64 år 70 %, och äldre över 65 år 7,0 %.
Runt Menlouxia är det tätbefolkat, med 383 invånare per kvadratkilometer. Närmaste större samhälle är Longquan, 12,7 km söder om Menlouxia. I omgivningarna runt Menlouxia växer i huvudsak blandskog.
Genomsnittlig årsnederbörd är 1 888 millimeter. Den regnigaste månaden är augusti, med i genomsnitt 273 mm nederbörd, och den torraste är oktober, med 37 mm nederbörd.